# 彼得·F·克拉克
彼得·F·克拉克（英語：Peter Frederick Clarke，1942年7月21日—）是一位英国历史学家，剑桥大学三一学堂教授，毕业于剑桥大学圣约翰学院，主要作品有《希望与荣耀：英国1900-1990》（Hope and Glory: Britain 1900-1990，入选企鹅英国史）、《为什么是凯恩斯？20世纪最具影响力的经济学家的沉浮与回归》（Keynes: The Most Influential Economist of the 20th Century）等。